# Bayannur
Bayannur (cinese: 巴彦淖尔; pinyin: Bāyànnàoěr) è una città-prefettura della Cina nella provincia della Mongolia Interna.

## Suddivisioni amministrative
- Distretto di Linhe
- Contea di Wuyuan
- Contea di Dengkou
- Bandiera anteriore di Urad
- Bandiera centrale di Urad
- Bandiera posteriore di Urad
- Bandiera posteriore di Hanggin